# 반데를랑

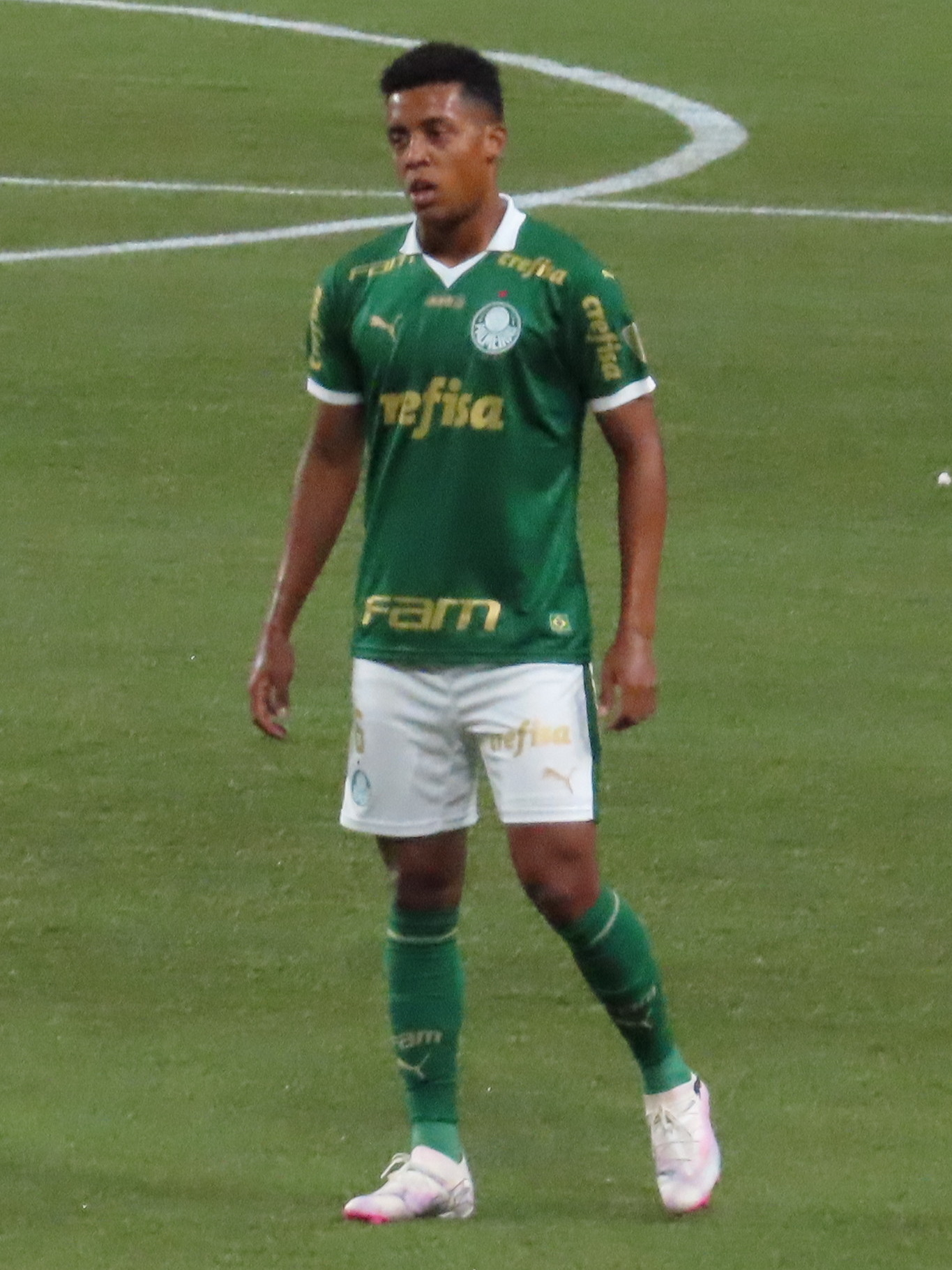

반데를랑 바르보자 다 시우바(포르투갈어: Vanderlan Barbosa da Silva, 2002년 9월 7일 ~ )는 간단히 줄여서 반데를랑(포르투갈어: Vanderlan)으로 알려져 있는 브라질의 축구 선수이다. 그의 포지션은 왼쪽 풀백으로, 현재 캄페오나투 브라질레이루 세리이 A의 파우메이라스에서 활약하고 있다.

## 클럽 경력
바이아, 브루마두에서 태어난 반데를랑은 2017년 파우메이라스 유소년 팀에 입단했다. 2021년 1월, 그는 구단과 2024년까지 첫 프로 계약을 맺었다.
2021년 1월 26일, 반데를랑은 1-1로 비긴 CR 바스쿠 다 가마와의 홈경기에서 후반전에 루카스 리마와 교체 투입되어 1군과 캄페오나투 브라질레이루 세리이 A 데뷔전을 치렀다.

## 수상 내역
파우메이라스
- 코파 리베르타도레스: 2020, 2021
- 레코파 수다메리카나: 2022
- 캄페오나투 파울리스타: 2022, 2023
- 캄페오나투 브라질레이루 세리이 A: 2022
- 수페르코파 두 브라지우: 2023